# Ponta Porã (kommun)
Ponta Porã är en kommun i Brasilien.   Den ligger i delstaten Mato Grosso do Sul, i den södra delen av landet, 1 100 km sydväst om huvudstaden Brasília. Antalet invånare är 77 866.
Följande samhällen finns i Ponta Porã:
- Ponta Porã

Trakten runt Ponta Porã består i huvudsak av gräsmarker. Trakten runt Ponta Porã är nära nog obefolkad, med mindre än två invånare per kvadratkilometer.